# Massacre (Santa Lucía)
Massacre es una localidad de Santa Lucía, que forma parte del distrito de Anse La Raye.